# Faxonius roberti
Faxonius roberti — вид прісноводних десятиногих ракоподібних родини Cambaridae. Описаний у 2018 році.

## Назва
Вид названо на честь Роберта Дж. ДіСтефано з Департаменту охорони Міссурі (MDC). Боб невпинно працював протягом своєї кар'єри, щоб допомогти вивчити та зберегти фауну раків Міссурі.

## Поширення
Ендемік американського штату Арканзас. Поширений в основному стовбурі річкових систем Спрінг і Строберрі на півночі штату.